# بالا در ابرها
بالا در ابرها (انگلیسی: High in the Clouds) یک رمان ماجراجویی برای کودکان است که توسط پل مک‌کارتنی، موسیقی‌دان و ترانه‌سرا، و فیلیپ آردا نوشته شده، تصویرگری آن را جف دانبار انجام داده و در اکتبر ۲۰۰۵ توسط انتشارات فابر اند فابر منتشر شده است. مک‌کارتنی و دانبار پیش‌تر به‌عنوان نویسنده/تهیه‌کننده و پویانما/کارگردان در فیلم پویانمایی روپرت و آواز قورباغه‌ها محصول سال ۱۹۸۴ همکاری کرده بودند. آن‌ها بالا در ابرها را نیز طی چند سال به‌عنوان پروژه‌ای سینمایی نوشته و طراحی کرده بودند.

## خلاصه داستان
زمانی که سرزمین جنگلی شخصیت‌ها به نام وودلند هدف توسعه‌طلبی انسان‌ها قرار می‌گیرد، سنجابی جوان به نام ویرال بی‌خانمان شده و مادرش را از دست می‌دهد. او با هدایت آخرین کلمات مادرش و کمک دوستان حیوانی‌ای که در مسیر سفرش با آن‌ها آشنا می‌شود، راهی سفری برای یافتن پناهگاه افسانه‌ای جزیره‌ای به نام انیمالیا می‌شود. ویرال خود را در سفری حماسی می‌یابد که سرشار از واقعیت‌های تلخ و رؤیاهای شگفت‌انگیز است. او و دوستانش در این مسیر با اندوه، جنگ، شادی و پیروزی روبه‌رو می‌شوند— همه به نام آزادی و صلح.

## بازخورد
این کتاب درون‌مایه‌ای کلی دربارهٔ حفاظت از طبیعت و حق حیوانات برای زیستن آزادانه در زیستگاه طبیعی‌شان دارد. نشریهٔ د آبزِروِر از آن به‌عنوان «داستانی دربارهٔ خطرات سرمایه‌داری جهانی مهار نشده» یاد کرده است.